# Лисгардсбаккен
Лисгардсбаккен (норв. Lysgårdsbakken) — лыжный трамплин в Лиллехаммере, Норвегия, открыт в 1993 году, специально к XVII зимним Олимпийским играм. Являлся местом проведения церемоний открытия и закрытия игр, помимо этого принимал соревнования по прыжкам с трамплина (K90, K120) и лыжному двоеборью в рамках Олимпийских игр. Традиционно является местом проведения этапов кубка мира по прыжкам c трамплина.
В 1993 году трамплин получил престижную архитектурную премию Betongtavlen.

## Характеристика трамплина

### Большой трамплин
- К-Точка: 123 м
- Размер трамплина (HS): 138 м
- Официальный рекорд трамплина: 146,0 м —  Симон Амман (6 декабря 2009)
- Длина разгона: 98 м
- Угол стола отталкивания: 11°
- Расстояние стола отталкивания от горы приземления: 3,35 м
- Угол горы приземления: 34,5°
- Средняя скорость разгона: около 95 км/ч

### Нормальный трамплин
- К-Точка: 90 м
- Размер трамплина (HS): 100 м
- Официальный рекорд трамплина: 107,5 м —  Карл Гейгер (6 декабря 2013)
- Длина разгона: 82 м
- Угол стола отталкивания: 11°
- Расстояние стола отталкивания от горы приземления: 2,65 м
- Угол горы приземления: 34,2°
- Средняя скорость разгона: около 86 км/ч